# Tramwaje w Rotterdamie

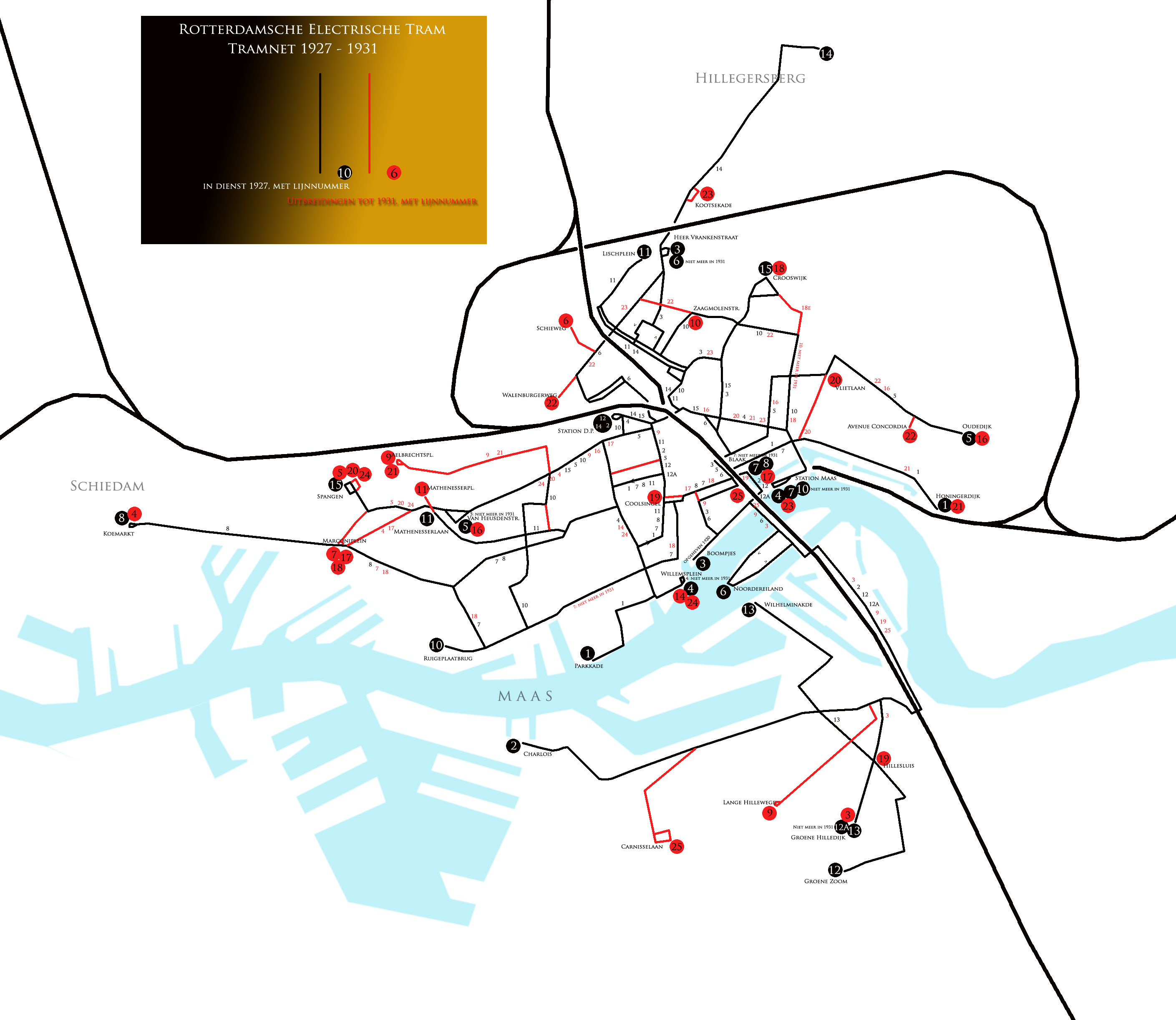
Schemat linii tramwajowych w latach 1927-1931

Tramwaje w Rotterdamie − system komunikacji tramwajowej działający w holenderskim mieście Rotterdam. 

## Historia
Pierwsze tramwaje konne w Rotterdamie pojawiły się w 1878. W kolejnych latach uruchomiono także tramwaje parowe. W 1905 zelektryfikowano pierwszą linię na trasie z Honingerdijk przez Beurs do Park. Rok później zelektryfikowane były trzy linie. W okresie największego rozwoju systemu, w 1930, w Rotterdamie było 25 linii tramwajowych. Operatorem tramwajów od 1927 jest RET. 

## Linie
Obecnie w Rotterdamie jest 9 linii tramwajowych:
- 1: De Esch − Holy
- 2: Keizerswaard − Charlois (Kromme Zandweg)
- 3: Beverwaard − Rotterdam Centraal
- 4: Molenlaan − Heemraadsplein
- 5: Carnisselande − Rotterdam Centraal
- 6: Kleiweg RET − Heemraadsplein
- 7: Woudestein − Marconiplein
- 8: Spangen − Schiebroek
- 11: De Esch − Woudhoek

## Tabor
Obecnie w eksploatacji znajdują się trzy typy tramwajów:
- Alstom Citadis 302 – 112 tramwajów